# Coppa della Toscana

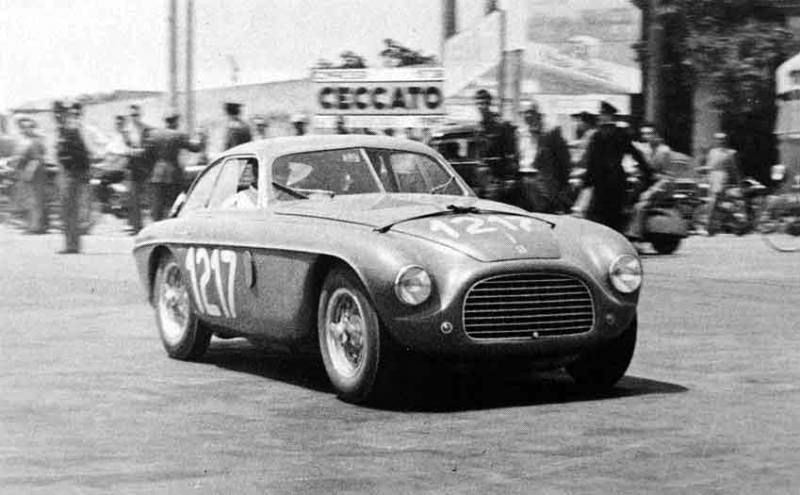
Coppa della Toscana 1950, Ferrari 195 S

La Coppa della Toscana è stata una gara automobilistica a carattere agonistico disputata sulle strade della Toscana tra il 1949 e il 1954.

## Storia
L'idea di disputare una gara automobilistica a tappe in Toscana fu una diretta conseguenza dell'esclusione della città di Firenze dalla Mille Miglia del 1949. In quell'anno infatti la celebre corsa dopo essere transitata da Parma imboccò il Passo della Cisa e da lì transitò per la Versilia. Piccati da questa esclusione i membri dell'Automobile Club di Firenze decisero di organizzare una corsa alternativa che avrebbe fatto sfrecciare i bolidi del tempo sulle strade del Granducato.
Il motore organizzativo di quella che fu chiamata Coppa della Toscana fu il direttore dell'Automobile Club Firenze Amos Pampaloni che riuscì a convincere e a coinvolgere altri 10 automobile Club toscani e limitrofi. La prima edizione infatti attraversò 10 province: Arezzo, Firenze, Grosseto, Livorno, Lucca, Massa, Pisa, Pistoia, Siena e Viterbo.

## Albo d'Oro

### I Coppa della Toscana 1949
La prima edizione della corsa partì da Livorno il 31 luglio 1949 e vide al via ben 80 vetture e tra i piloti c'erano i migliori del tempo tra cui Clemente Biondetti, Giannino Marzotto, Franco Bordoni, Ovidio Capelli.
Il vincitore fu Ugo Bormioli alla guida di una Ermini 1100 che completò il percorso in 5h 24' alla media di 110 km/h.

### II Coppa della Toscana 1950
Nel 1950 la Mille Miglia attraversò Firenze ma nonostante questo si decise di continuare con la corsa toscana. Alla partenza erano presenti 181 vetture che dovevano compiere un percorso di 650 km. Il vincitore fu l'equipaggio Serafini-Salani alla guida di una Ferrari 2000 che precedette un'altra Ferrari della coppia Cornacchi-Del Carlo.

### III Coppa della Toscana 1951
L'edizione del 1951 si svolse su un percorso di 681 e vide il dominio incontrastato delle Ferrari che piazzarono quattro auto ai primi quattro posti. Il vincitore fu Giannino Marzotto che vinse alla media di 130 km/h. Nella categoria fino a 750 cm³ vinse Sandro Fiorio, padre di Cesare Fiorio.

### IV Coppa della Toscana 1952
La corsa del 1952 vide alla partenza 213 vetture e si sviluppava su un percorso di 736 km. Venne vinta da Bruno Sterzi alla guida di una Ferrari 225 Sport alla media di 122 km/h. Il percorso molto duro e selettivo fece sì che giunsero al traguardo solo 121.

### V Coppa della Toscana 1953
Nel 1953 il vincitore fu Clemente Biondetti alla guida di una Lancia Aurelia.

### VI Coppa della Toscana 1954
La sesta edizione della gara fu anche l'ultima. Si svolse su un percorso di 760 km e vide la vittoria di Piero Scotti alla guida di una Ferrari 250 MM alla media di 126 km/h; il vincitore dell'anno precedente si piazzò solo al nono posto.

## Morte e rinascita
Nel 1955 gli automobile club toscani non riuscirono a mettersi d'accordo tra di loro e così l'Automobile Club Firenze, rimasto solo, si impegnò ad organizzare solo un'altra storica gara toscana: Il Circuito stradale del Mugello.
Nel 1996 i soci del C.A.M.E.T. (Club Auto Moto d'Epoca Toscano) ridettero vita alla manifestazione. La risorta gara denominata Coppa Toscana è una manifestazione turistica riconosciuta dall'ASI, dal 2002 la rievocazione storica vede nuovamente l'impegno organizzativo di tutti gli Automobile Club Toscani.